# Selvister Ponnumuthan

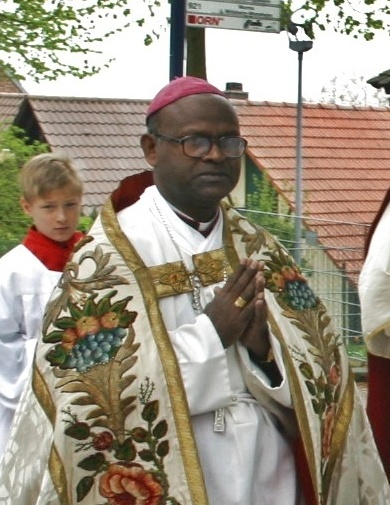
Bischof Selvister Ponnumuthan, 2013

Selvister Ponnumuthan (* 10. August 1956 in Viraly-Utchakkada) ist Bischof des Bistums Punalur.

## Biografie
Selvister Ponnumuthan stammt aus dem Distrikt von Thiruvananthapuram im äußersten Süden des indischen Bundesstaates Kerala. Er wurde als vierter Sohn der katholischen Eheleute Ponnumuthan Nadar und Thankamma geboren. Der Familienname des Vaters deutet auf die Abstammung aus der in Tamil Nadu und Kerala ansässigen Volksgruppe der Nadar hin.
Ponnumuthan besuchte ab 1975 das St. Joseph’s Pontifical Seminary in Aluva (früher Alwaye) und empfing am 19. Dezember 1981 als Diakon des  Erzbistums Trivandrum, vom dortigen Bischof Jacob Acharuparambil, die Priesterweihe. Danach promovierte er an der Gregoriana in Rom. Am 14. Juni 1996 wechselte er in das neu vom Erzbistum Trivandrum abgetrennte Bistum Neyyattinkara und wurde hier inkardiniert. Ab diesem Jahr war er am St. Joseph’s Pontifical Seminary Aluva als Lehrer tätig, wurde 1998 Vize-Rektor und im Jahr 2008 zum Rektor bestellt.
Papst Benedikt XVI. ernannte Selvister Ponnumuthan am 8. Mai 2009 zum Bischof von Punalur in Kerala. Der Erzbischof von Trivandrum, Maria Callist Soosa Pakiam, spendete ihm am 28. Juni desselben Jahres die Bischofsweihe; Mitkonsekratoren waren Joseph Kariyil, Bischof von Cochin, und Vincent Samuel, Bischof von Neyyattinkara.

## Besonderes
Bischof Ponnumuthan ist ein engagierter und in Indien überregional bekannter Anwalt für die Rechte der sogenannten Dalits (Unberührbaren) und ähnlich unterprivilegierter Kasten. In diesem Zusammenhang leitet er eine spezielle Kommission der katholischen Bischofskonferenz von Kerala. Die Mehrheit seiner Diözesanen zählt zu den Dalits. Bei einem Übertritt vom Hinduismus zum Christentum oder Islam verlieren sie offiziell – aber nicht im Alltagsleben – ihre Kastenzugehörigkeit und somit bei gleichbleibend niedrigem Gesellschaftsstatus jegliche staatliche Unterstützung, was ebenfalls ein von Bischof Ponnumuthan angeprangerter Missstand ist.
Überdies hat der Bischof ein ausgeprägtes botanisches Interesse und er sammelt im Garten seines Bischofshauses die verschiedensten Pflanzen. Eine Arbeitsgruppe der Universität von Kerala bestimmte bzw. beschilderte sie und veröffentlichte mit Ponnumuthans Unterstützung 2011 darüber das Buch Ortus Planta, Garden Plants at Bishop’s House, Punalur. Der Garten ist frei zugänglich und öfter das Ziel von Schulklassen.